# خانوانه

نمایی از خیابان شهید کریم آراسته روستای خانوانه

خانوانه (xānevāne) یکی از روستاهای شهرستان فومن است که در بخش سردار جنگل و دهستان سردار جنگل فومن واقع شده‌است.

## نام
نام خانوانه که در نگارش‌های جدید به اشتباه به صورت خانه وانه نوشته می‌شود از ترکیب دو واژهٔ خان+وانه تشکیل شده‌است. "خان" به ملاکان و صاحبان قصبه‌ها در قدیم گفته می‌شد و "وانه" واژه‌ای قدیمی است که به صورت "بانه" در زبان فارسی امروزی نیز به کار می‌رود و به معنی محل سکونت می‌باشد. به علت آب و هوای خوب و موقعیت جغرافیایی این منطقه در دوران قدیم خان‌ها و ملاکان برای گذراندن اوقات فراغت و تفریح به این روستا می‌آمدند. آن‌ها در این محل برای خود "وانه"‌هایی درست می‌کردند تا زمان حضورشان در این ناحیه در آن جا اقامت کنند.

## موقعیت
این روستا از جنوب به شهر ماکلوان، از شمال به روستای زیده، از غرب به روستای میان رز و از شرق به روستاهای کوچیچال و کلرم منتهی می‌شود.

## مردم
اهالی روستا به زبان تالشی صحبت می‌کنند. دین اهالی این روستا اسلام و مذهبشان شیعه اثنی عشری است. شغل اصلی اهالی کشاورزی است.

مسجد ولی عصر (عج) روستای خانوانه

## اماکن
مسجد ولی عصر خانوانه؛
مدرسه ابتدائی مصطفی خمینی خانوانه